# Яхуре, Мигель
Мигель Анхель Яхуре (исп. Miguel Angel Yajure; 1 мая 1998, Кабимас) — венесуэльский бейсболист, питчер клуба Японской лиги «Токио Якулт Суоллоуз». В Главной лиге бейсбола выступал в составах клубов «Нью-Йорк Янкис» и «Питтсбург Пайрэтс».

## Биография
Мигель Яхуре родился 1 мая 1998 года в Кабимасе в Венесуэле. В 2015 году он в статусе международного свободного агента подписал контракт с клубом «Нью-Йорк Янкис». Сумма бонуса игроку составила 30 тысяч долларов. Первые два года профессиональной карьеры провёл в фарм-командах в Доминиканской летней лиге и Лиге Галф-Кост. Сезон 2017 года Яхуре пропустил полностью из-за операции Томми Джона. После восстановления он провёл сезон в составе «Чарлстон Ривердогз» с пропускаемостью 3,90. В 2019 году он выступал за «Тампу Тарпонс» и «Трентон Тандер», одержав девять побед при шести поражениях с показателем ERA 2,14 и 133 страйкаутами. Суммарно в фарм-системе «Янкис» Яхуре провёл пять лет, лишь один раз закончив сезон с пропускаемостью выше 3,00. В августе 2020 года он был переведён в основной состав «Янкис», став первым в истории клуба игроком, вышедшим на поле под 89 номером.
В регулярном чемпионате 2020 года Яхуре принял участие в трёх играх «Янкис», его показатель пропускаемости составил 1,29. В январе 2021 года он стал одним из четырёх игроков, которые были обменяны в «Питтсбург Пайрэтс» на питчера Джеймисона Тайона. В составе «Питтсбурга» он выступал в течение двух лет, пропустив большую часть сезона 2021 года из-за травмы. Суммарно Яхуре провёл на поле 39 1/3 иннингов в шестнадцати играх с показателем пропускаемости 8,69. После окончания сезона 2022 года он был выставлен на драфт отказов и перешёл в «Сан-Франциско Джайентс». В 2023 году Яхуре играл в фарм-системе клуба, большую часть времени проведя в составе «Сакраменто Ривер Кэтс». Суммарно он отыграл 75 1/3 иннингов с пропускаемостью 6,07. В декабре 2023 года он подписал однолетний контракт на сумму 550 тысяч долларов с клубом Японской лиги «Токио Якулт Суоллоуз».